# James Renwick
James Renwick (* 30. Mai 1792 in Liverpool, England; † 12. Januar 1863 in New York City, New York) war ein britisch-amerikanischer Physiker und Ingenieur.
Renwicks Geburtsjahr und -ort werden in einzelnen Quellen abweichend angegeben: 1790, 1793, New York City. In wenigstens einer Quelle wird 1790 ausdrücklich als falsch angegeben.

## Leben
Renwicks Eltern stammten aus Schottland. Seine Mutter galt in ihrer Heimat als Schönheit, Robert Burns widmete ihr mehrere Gedichte. James Renwick wurde auf der Rückreise von einem Schottland-Besuch der Familie in Liverpool geboren. Er erwarb 1807 am Columbia College einen ersten Studienabschluss, 1810 einen Master. Nach einer Europa-Reise mit Washington Irving war Renwick ab 1813 am Columbia College Instructor (Dozent) für natural and experimental philosophy (Physik) und Chemie. Ab 1814 war er Vermessungsingenieur in der United States Army im Range eines Majors und war hier jeweils in den Sommermonaten tätig. Von 1817 bis 1820 war er Trustee (Mitglied des Verwaltungsrats) des Columbia College. Von 1820 bis 1853 hatte er hier eine Professur inne. 1838 gehörte Renwick zu der Kommission, die die Grenze zwischen den Vereinigten Staaten und New Brunswick (Kanada) festlegen sollte.
Renwick veröffentlichte zahlreiche Schriften zur Wissenschaftsgeschichte (insbesondere Wissenschaftlerbiografien, darunter David Rittenhouse, Robert Fulton und Benjamin Thompson) und zur Naturphilosophie, zu technischen Fragen wie dem Bau von Kanälen, Kanonen oder Dampfmaschinen sowie Lehrbücher über Chemie, Physik und Geologie. Auch fertigte er Übersetzungen aus dem Französischen an und war als Herausgeber tätig. Für den Morriskanal in New Jersey ließ er sich ein spezielles Schiffshebewerk patentieren. Das Franklin Institute verlieh ihm für die Erfindung eine Silbermedaille.
1828 wurde Renwick in die American Philosophical Society, 1831 in die American Academy of Arts and Sciences gewählt. 1829 verlieh ihm das Columbia College eine Ehrendoktorwürde (LL. D.).
James Renwick war seit 1816 mit Margret Anne Brevoort verheiratet. Das Paar hatte vier Kinder, darunter James Renwick, Jr. (1818–1895), ein bekannter Architekt.